# Norma Castillo
Norma Castillo, cuyo verdadero nombre era Marta Alvert fue una actriz de teatro, radio y cine que nació en Buenos Aires, Argentina el 5 de febrero de 1913 y falleció en su país el 16 de febrero de 2004. Era la esposa del director de cine Lucas Demare y madre de la actriz y cantante María José Demare.

## Carrera profesional
Con temprana vocación por la música, se recibió de concertista de piano, y en forma casual se acercó a la radio, donde su notable voz y su innata habilidad para crear disímiles personajes, hizo que fuera contratada para encabezar varios radioteatros, en algunos de los cuales formó pareja con Horacio Torrado un muy popular galán de la época.
De la mano de los consagrados directores Antonio Cunill Cabanellas y Luis Mottura hizo sus primeras armas en los escenarios teatrales, en los que compuso una gran variedad de personajes en obras clásicas y contemporáneas, si bien tuvo su mayor suceso teatral dirigida por Narciso Ibáñez Menta en la pieza Sangre negra, que se representó durante varias temporadas en el Teatro El Nacional.
En 1937 debutó en el filme Dos amigos y un amor, la primera película que dirigió Lucas Demare poco después de haber llegado desde España. En 1942 protagonizó La novia de primavera dirigida por Carlos Hugo Christensen, una cálida historia romántica en la que acompañó a dos figuras de enorme popularidad en ese momento: María Duval y Roberto Airaldi. Fue actriz de doblaje en los filmes de Walt Disney Pinocho (1940), Bambi (1943) y Dumbo (1941).
En 1944 Norma Castillo tuvo su gran oportunidad en cine al ser convocada para actuar en Su mejor alumno, una película basada en la vida de Dominguito, el hijo de Domingo Faustino Sarmiento, con un elenco encabezado por Enrique Muiño y Ángel Magaña y dirigido por Demare que obtuvo los Premios Cóndor de Plata (1945) para mejor película, mejor director, mejor guion, mejor actor (Enrique Muiño) y mejor cámara. Para entonces ya era público el romance entre castillo y Demare, quienes se casaron en 1946. La actriz decidió, en pleno éxito, dejar su carrera artística para dedicarse a su hogar y a la crianza de sus dos hijas.
Norma Castillo, falleció el 16 de febrero de 2004 luego de una larga enfermedad, y sus restos recibieron sepultura en el panteón de la Asociación Argentina de Actores en el cementerio de la Chacarita.

## Filmografía
Actriz
- Pinocho.  (1940)
- Dumbo.  (1941)
- Bambi.  (1943)
- Su mejor alumno   (1944)
- La novia de primavera   (1942)
- Dos amigos y un amor   (1937)